# Ntimbe I
Ntimbe I ou Ntimbé I est un village du Cameroun situé dans la région de l'Est et dans le département du Haut-Nyong. Ntimbe fait partie de l'arrondissement de Abong-Mbang et de la commune de Bebend.

## Population
Le recensement de 2004 a dénombré 364 habitants, dont 178 hommes et 186 femmes.